# 池佰煒
池佰煒（?—?），福建省福州府閩縣人，清朝政治人物、進士出身。
光緒十八年（1892年），参加光緒壬辰科殿試，登進士二甲72名。同年五月，改翰林院庶吉士。光緒二十一年四月，散館，著以知县即用。